# رقص آهسته (ترانه وی)
«رقص آهسته» (انگلیسی: Slow Dancin) ترانه‌ای از خواننده اهل کره جنوبی، وی از بی‌تی‌اس برای نخستین آلبوم او به به نام توقف میان راه است. این ترانه در ۸ سپتامبر ۲۰۲۳ توسط بیگ هیت میوزیک به عنوان سومین تک‌اهنگ از این آلبوم منتشر شد.